# Бупренорфін
Бупренорфін (англ. Buprenorphine, лат. Buprenorphinum) — синтетичний лікарський засіб, що належить до групи опіоїдних анальгетиків, та є похідним орипавіну й структурним аналогом алкалоїду тебаїну. Бупренорфін застосовується парентерально, як внутрішньовенно, так і внутрішньом'язово, препарат може застосовуватися сублінгвально, застосовується також інтраназально та нашкірно. Препарат уперше синтезований у лабораторії компанії «Reckitt Benckiser» у 1969 році дослідження щодо ефективності та безпечності препарату для людей розпочались у 1971 році, для клінічного застосування бупренорфін схвалений у 1978 році в ін'єкційній формі та в 1982 році в сублінгвальній формі.
Можливе використання для сильного та хронічного болю, лікування опіоїдної залежності.

## Фармакологічні властивості
Бупренорфін — синтетичний лікарський засіб, що належить до групи опіоїдних анальгетиків та є похідним орипавіну. Механізм дії препарату полягає в інгібуванні κ-підвидів опіатних рецепторів, та в стимулюванні δ- і μ-підвидів опіатних рецепторів. Наслідком цього є блокування міжнейронної передачі больових імпульсів у різних відділах ЦНС, включно з корою головного мозку. При застосуванні бупренорфіну спостерігається виражений знеболювальний ефект та змінюється емоційне забарвлення болю. Бупренорфін має вищий з інші опіати знеболювальний ефект, зокрема вищий, ніж у морфіну в 20—30 разів. бупренорфін у меншому ступені спричинює ейфорію, тому до нього рідше розвивається звикання та залежність, окрім того бупренорфін рідше спричинює пригнічення дихання. Бупренорфін застосовується при больовому синдромі різного генезу, в тому числі при інфаркті міокарду, злоякісних пухлинах, при ниркових та інших кольках, у післяопераційному періоді, при опіках та травмах. Також бупренорфін застосовується для лікування наркотичної залежності в якості замісної підтримуючої терапії, з ефективністю та безпечністю аналогічною до іншого препарату, який використовується як замінник опійних наркотиків — метадону. У Франції застосування в якості замісної терапії бупренорфіну дозволило зменшити смертність від передозування героїном на 76 %. Бупренорфін позиціонується як препарат, при застосуванні якого спостерігається менше побічних ефектів, ніж при застосуванні інших опіатів, зокрема морфіну.

### Фармакокінетика
Бупренорфін швидко й добре всмоктується після парентерального введення, після сублінгвального та інтраназального застосування його всмоктування дещо повільніше. Біодоступність препарату становить 100 % при парентеральному застосуванні, при інтраназальному застосуванні вона становить 480 %, при сублінгвальному застосуванні у зв'язку із ефектом першого проходження через печінку становить 30 %. Максимальна концентрація препарату в крові після внутрішньом'язового введення досягається протягом короткого часу, після сублінгвального застосування досягається протягом 90 хвилин. Препарат добре (на 96 %) зв'язується з білками плазми крові. Буторфанол проникає через гематоенцефалічний бар'єр, через плацентарний бар'єр, та виділяється в грудне молоко. Метаболізується препарат у печінці з утворенням неактивних метаболітів. Виводиться препарат із організму у вигляді метаболітів переважно із фекаліями, незначна частина виводиться з сечею. Період напіввиведення бупренорфіну двофазний, у першій фазі становить 1,2—7,2 годин, у кінцевій фазі 20—25 годин.

## Покази до застосування
Бупренорфін застосовується при больовому синдромі різного генезу, у тому числі при інфаркті міокарду, злоякісних пухлинах, при ниркових та інших кольках, у післяопераційному періоді, при опіках та травмах.

## Побічна дія
Бупренорфін позиціонується як препарат, при застосуванні спостерігається менша кількість побічних ефектів, ніж при застосуванні інших наркотичних анальгетиків ряду опіоїдів, найчастішими з яких є пригнічення дихання, сонливість, головний біль, нудота, блювання, сухість у роті. Іншими побічними явищами при застосуванні препарату можуть бути запаморочення, загальмованість, галюцинації, сплутаність свідомості, порушення рівноваги, свербіж шкіри, шкірний висип, набряк Квінке, кропив'янка, анафілактичний шок, артеріальна гіпотензія, гіпергідроз, бронхоспазм, затримка сечі, некроз печінки.

## Протипокази
Бупренорфін протипоказаний при підвищеній чутливості до препарату, пригніченні дихання, важких порушеннях функції печінки, особам у віці менш ніж 12 років, при вагітності та годуванні грудьми.

## Форми випуску
Бупренорфін випускається у вигляді ампул по 1 та 2 мл 0,03 % розчину, таблеток по 0,0002 і 0,0008 г; та трансдермальних систем із вмістом 35 мкг, 52,5 мкг та 70 мкг.
До 2014 року випускався у формі розчину для ін'єкцій (шприц-тюбик)